# Maycon (football, 1977)
Pour les articles homonymes, voir Maycon.
Andréia dos Santos, plus communément appelée Maycon, née le 30 avril 1977 à Lages, est une footballeuse internationale brésilienne évoluant au poste de milieu de terrain.

## Biographie

### En club
Durant sa carrière, Maycon joue avec les clubs de Saad EC, du CR Vasco da Gama, du Botafogo FR et du CR Flamengo.
Elle est sacrée Championne du Brésil avec le CR Flamengo en 2016.

### En sélection
Internationale brésilienne, elle participe aux éditions 1999 (troisième), 2003 (quart de finaliste) et 2007 (finaliste).
Elle participe également aux éditions 2000 (quatrième), 2004 (médaille d'argent) et 2008 (médaille d'argent) des Jeux olympiques.
Avec le Brésil, elle remporte à deux reprises la Copa América en 1995 et en 2003.